# 慕自我暗殺癖
慕自我暗殺癖（英語：Autassassinophilia）是一種戀物癖形式，指人會由於被殺害的風險而讓自己的性慾被喚起。此種癖好可能會延伸至某些能危害自己性命的物品，例如能令人溺水或窒息的物件。這並不一定表示該人必須實際處於生命安全有危險的情況，而是可藉由幻想而達到。
該術語由約翰·曼尼提出，他將淫樂殺人（erotophonophilia）定義為該術語的對立，也就是「透過殺人來喚起性慾」，這兩類性慾歸類於犧牲與補償類型。這種不完整的互惠模式被麗莎·道寧批評：
對曼尼而言，一個人的性高潮比他的死亡還令他感興趣，這導致有階段管理的可能性，而忽略了一個人的性命結束在另一人手中的事實。另一方面、淫樂殺人是以另一個人的死亡而實現的，但很重要的事是、這令一個人卻必須不知道殺手的意圖。這個定義明確地排除了互惠，因此性學家似乎無法想像在這種情況下會有相互性，因為沒有同意的空間。

## 外部連結
- 麗莎·道寧（英语：Lisa Downing）. . Sexuality & Culture, Springer, New York. 2004-06-08  [2009-03-19]. （原始内容存档于2012-10-09）.